# Краснов, Александр Геннадьевич (велогонщик)
Александр Геннадьевич Краснов (род. 7 апреля 1960) — советский велогонщик, чемпион мира 1978 года среди юниоров, чемпион олимпийских игр в Москве в командной гонке преследования на четыре километра, чемпион мира 1982, 1987 годов. Обладатель командного Кубка Европы 1981 года. Чемпион СССР в парной гонке и в индивидуальной гонке преследования 1981 и пятикратный чемпион СССР в командной гонке преследования — 1981, 1983—1986. В 1986 году завоевал золотую медаль в командной гонке преследования на Играх доброй воли, уложившись в 4.12,83 и установив мировой рекорд. Заслуженный мастер спорта СССР (1980).

## Биография
Окончил Государственный институт физической культуры имени П. Ф. Лесгафта.
Заниматься профессиональным спортом стал с 1974 года под руководством В.И.Никифорова. Через два года поступил в велосипедный центр, руководил которым тогда заслуженным тренером СССР А. А. Кузнецов. Выступал за ленинградский «Локомотив».
В 2008 году участвовал в городском фестивале «От игры к спорту» проводимом среди воспитанников детских домов.
Работает тренером-преподавателем в университете имени П. Ф. Лесгафта.